# Novio Tech Campus

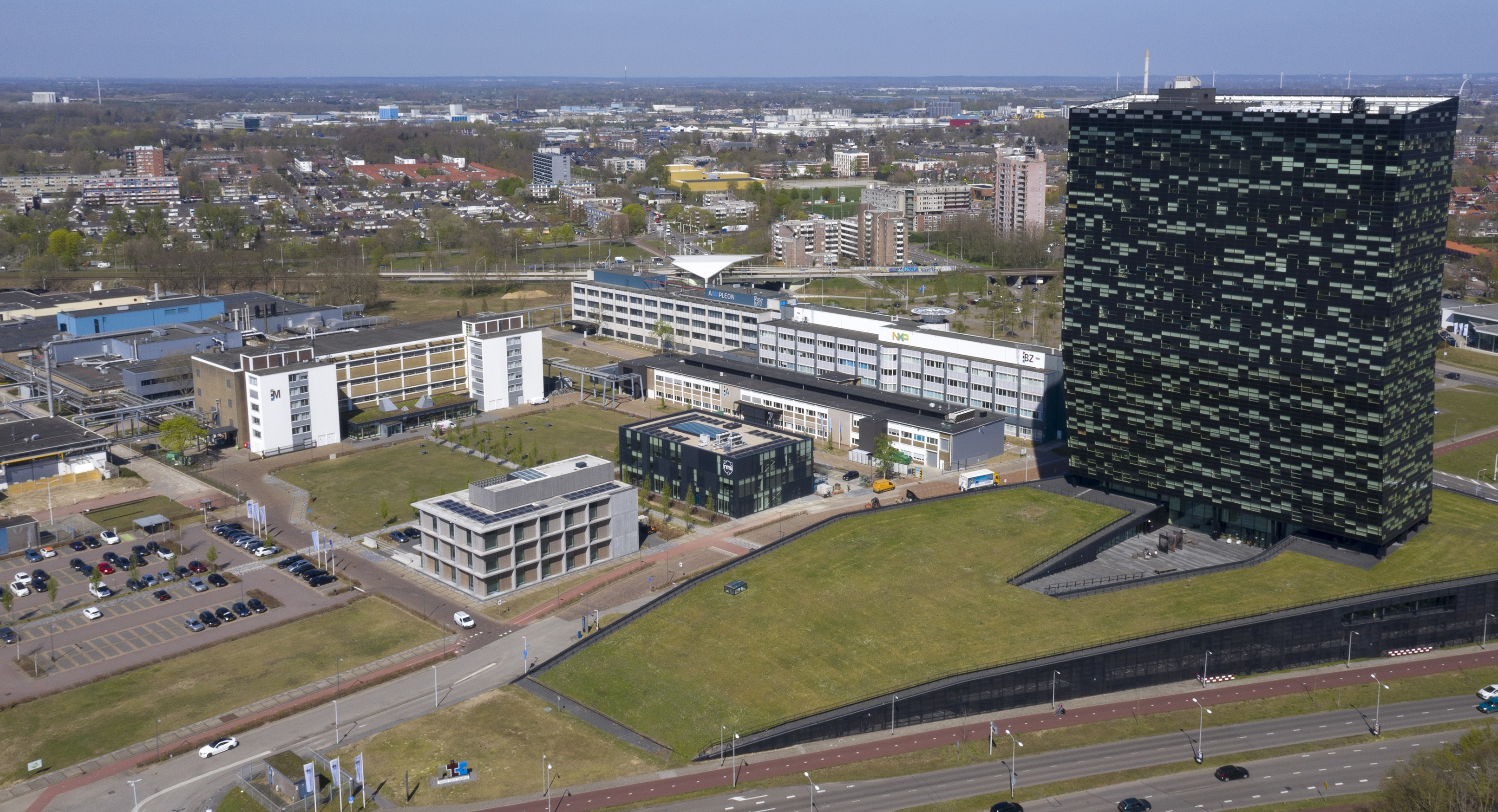
Noviotech Campus vanuit de lucht

Noviotech Campus (vroeger afgekort als NTC) is een bedrijvenpark dat is gevestigd op het voormalige bedrijfsterrein van Philips in Nijmegen. De campus ligt naast Station Nijmegen Goffert en kantoorgebouw FiftyTwoDegrees. Op het bedrijfsterrein produceerde Philips chips. Het in 2006 van Philips afgesplitste NXP Semiconductors is anno 2019 nog steeds aanwezig op het terrein met een eigen productiecentrum.
Noviotech Campus richt zich op bedrijven in de sectoren gezondheidszorg en hightech. In september 2013 ging Noviotech Campus van start met vier bedrijven, anno 2019 zijn het meer dan 70 met ruim 3400 werknemers, verspreid over 5 gebouwen.
In 2022 is een masterplan door Winny Maas ontworpen om in 5, 10 tot 15 jaar het gebied verder te ontwikkelen met een de ambitie om 150.000 m² uit te breiden en het groenste, natuur inclusieve en klimaat adaptieve bedrijventerrein van Nederland te worden.